# جیمز موریسون (بازیکن فوتبال)
جیمز موریسون (انگلیسی: James Morrison؛ زادهٔ ۲۵ مهٔ ۱۹۸۶) یک بازیکن فوتبال اهل اسکاتلند است.